# Chéronnac
Chéronnac (tiếng Occitan: Charennac) là một xã của tỉnh Haute-Vienne, thuộc vùng Nouvelle-Aquitaine, miền trung nước Pháp.